# 红脊扁头蛇
红脊扁头蛇（学名：Platyceps rhodorachis）也称简氏红鞭蛇，一种分布于中亚、西亚和北非等地区的爬行动物，隶属于游蛇科扁头蛇属（红鞭蛇属）。2014年曾在中国西藏阿里地区札达县发现本种的拉达克亚种（Platyceps rhodorachis ladacensis）分布纪录。